# Freadelpha eremita
Freadelpha eremita är en skalbaggsart. Freadelpha eremita ingår i släktet Freadelpha och familjen långhorningar.

## Underarter
Arten delas in i följande underarter:
- F. e. eremita
- F. e. gabonensis